# Lomben (Råneå socken, Norrbotten)
Lomben är en sjö i Bodens kommun i Norrbotten och ingår i Töreälvens huvudavrinningsområde. Sjön har en area på 0,0485 kvadratkilometer och ligger 192,7 meter över havet. Sjön avvattnas av vattendraget Tolkbäcken.

## Delavrinningsområde
Lomben ingår i det delavrinningsområde (736257-178760) som SMHI kallar för Mynnar i Töreälven. Medelhöjden är 205 meter över havet och ytan är 50,51 kvadratkilometer. Det finns inga avrinningsområden uppströms utan avrinningsområdet är högsta punkten. Tolkbäcken som avvattnar avrinningsområdet har biflödesordning 2, vilket innebär att vattnet flödar genom totalt 2 vattendrag innan det når havet efter 56 kilometer. Avrinningsområdet består mestadels av skog (61 procent) och sankmarker (31 procent). Avrinningsområdet har 0,64 kvadratkilometer vattenytor vilket ger det en sjöprocent på 1,3 procent.